# 全農林労働組合
全農林労働組合（ぜんのうりんろうどうくみあい、略称：全農林（ぜんのうりん））は、農林水産省職員を中心に関連独立行政法人の職員も加盟する労働組合である。
国公関連労働組合連合会（国公連合）に加盟する。

## 概要
同労働組合は、全国の農林水産省職員を中心に関連機関の職員の加盟する労働組合であり、労働条件の改善の他、農林水産業の再建や安心して暮らせる福祉社会の実現、官庁の民主化等の要求を掲げた運動を展開している。平和団体の沖縄平和運動センターの主催する沖縄平和行進等へ参加するなどの活動が展開されている。
また、加盟する国公総連を介して全財務労働組合と共闘関係にあるため、定員削減の進む地方支分部局において農林水産省から財務省への省庁間配置転換を申入れ、組合員の雇用確保に努めている。
しかし、農水省に於いて、同組合からの要求により、勤務評定を行わないままでの昇格もしくは特別昇給が30年以上に亘り行われてきたことが2009年4月に発覚、農水省は同組合に対し、この手の慣習の廃止の申し入れを行った。
また、社会保険庁と同様に闇専従の存在が発覚した。その後、闇専従を行った者がその間に不当に受けた給与とその利息分の返還を農水省より求められた際に全農林は、昇給の遅れ等による損失を犠牲者救済基金で補填した。またこれを使う旨を文書で通知した。